# 가면 속의 천사
《가면 속의 천사》는 1995년 7월 5일부터 1995년 8월 24일까지 방영된 KBS 2TV 수목 미니시리즈로, 한 건설회사 회장의 죽음을 계기로 시작되는 음모와 미스터리를 추적하는 추리극이다.
이 드라마는 주요 인물들이 애정 관계로 복잡하게 엮여있어 혼란스럽고 스토리 또한 흡인력 없는 전개 등으로 시청자들에게 외면당했으며 MBC 《숙희》와의 경쟁에서 시청률 참패를 당하였다.

## 등장 인물
- 강석우
- 궁선영 : 유은서
- 전광렬 : 이현우
- 엄정화 : 김숙현
- 이형철
- 이승신 : 오미선
- 김형일
- 조경환 : 이필성
- 민지환
- 백수련
- 전양자
- 장항선
- 김종결
- 나한일
- 강인덕
- 노경주
- 하대경
- 명로진
- 김광필
- 차태현
- 박상아
- 송윤아
- 최재원

## 참고 사항
- 오미선 역에는 당초 톱스타를 캐스팅할 예정이었지만 캐스팅하지 못하자 이승신이 우여곡절 끝에 낙점됐는데 이 과정에서 SBS 측과 한때 마찰을 겪었다.